# Aeroportul Great Harbour Cay
Aeroportul Great Harbour Cay (IATA: GHC, ICAO: MYBG) este un aeroport din Berry Islands⁠(d), Bahamas ce deservește zona Great Harbour Cay. A fost numit după zona deservită.
Situat la o altitudine de 9 m, aeroportul dispune de o singură pistă.